# Winson (Automarke)
Winson war eine britische Automarke, die nur 1920 auf dem Markt war. Hersteller war Messrs. J. Winn aus Rochdale (Lancashire).
Das einzige Modell war ein Cyclecar. Der Wagen wurde mit einem V2-Motor von Precision angetrieben, der 8 bhp (5,9 kW) leistete.